# 1 Batalion Strzelców Karpackich
1 Batalion Strzelców Karpackich (1 bsk) – pododdział piechoty Polskich Sił Zbrojnych.

## Formowanie i zmiany organizacyjne
Batalion został sformowany latem 1940 roku w obozie wojskowym Homs, w Syrii, w składzie Samodzielnej Brygady Strzelców Karpackich.
W maju 1942 roku, w Palestynie, został włączony w skład 1 Brygady Strzelców Karpackich. W kampanii włoskiej 1944-1945, walczył między innymi pod Monte Cassino, Ankoną i Bolonią.
Po wojnie batalion, będąc w składzie wojsk okupacyjnych, pełnił między innymi służbę wartowniczą. W lutym 1946 strzegł obozów jeńców niemieckich w rejonie Pesaro.
W 1946 roku został przetransportowany do Wielkiej Brytanii i tam w następnym roku rozformowany.

## Żołnierze batalionu
Dowódcy batalionu
- mjr / ppłk Stanisław Kopeć
- ppłk dypl. Józef Matecki (3 V 1942 - ?)
- mjr/ppłk Bolesław Raczkowski (1942 - VI 1944)
- mjr / ppłk dypl. Zenon Starkiewicz (9 VI 1944 - 25 V 1945)[2]
- mjr dypl. Adam Alojzy Chrapkiewicz (26 V 1945 - 1947)[2]

Zastępcy dowódcy batalionu
- mjr Jan Hac (3 V 1942 - VI 1944)[2]
- mjr Jan Orłowski (od VI 1944)[3]
- kpt. Stanisław Dobrzycki[4]

Oficerowie
- kpt. Józef Kromkay († 12 V 1944 Mont Cassino)

Podoficerowie
- st.sierż. / ppor. Adolf Bartoszewski,
- Majer Bogdański.

## Odznaka batalionu
Odznaka specjalna: wykonana z białego metalu, oksydowana. Posiada formę szarotki, a nakładana była na granatowe patki z żółtą wypustką. Na łodydze cyfra 1 .
Odznakę noszono na kołnierzach i na beretach, w odległości 5 cm po lewej stronie, ukośnie łodygą w stronę orzełka. Wykonywała ją firma: F. M. Lorioli, Milano - Roma.

## Marsze i walki
|  |  |  |  |  |